# Arne Johansson (född 1940)
Arne Johansson, född 1940, är en svensk målare och tecknare. 
Johansson studerade teckning och målning för konstnären Mauler. Han medverkade i samlingsutställningar med Lunds konstförening i Lund och har ställt ut separat på ett flertal gallerier i södra Sverige. Hans konst består av landskapsmotiv i olja.